# Fuerza Aérea de la Francia de Vichy
La Fuerza Aérea Francesa de la Francia de Vichy  generalmente denominada Armée de l'air de Vichy o Fuerza Aérea del Armisticio (Armée de l'Air de l'armistice), fue la rama aérea del Ejército del Armisticio de la Francia de Vichy establecida después de la Caída de Francia en junio de 1940. La Fuerza Aérea Francesa de Vichy existió entre diciembre de 1940 y diciembre de 1942 y sirvió en gran medida para defender los extensos territorios coloniales franceses. 
Los aviones de Vichy recibieron sus propios colores por orden de Hermann Göring , Comandante en Jefe de la Luftwaffe , para diferenciarlos de los aviones alemanes. Según los términos de los acuerdos de armisticio, los aviones abandonados por el Armée de l'Air, debían llevar marcas distintivas, en particular franjas rojas y amarillas en el empenaje y los capós del motor, así como una banda tricolor oblicua debajo de las alas. Si esta instrucción se siguió en la Francia metropolitana, su aplicación fue menos sistemática en las colonias.

## Historia de la Fuerza Aérea
Tras la derrota de Francia, el mariscal Philippe Pétain firmó el Armisticio del 22 de junio de 1940. Sin embargo, este no fue el final para la Fuerza Aérea francesa. La rama pronto se dividió en dos bandos: los que escaparon de Francia y se unieron a las fuerzas de la Francia Libre (Forces Françaises Libres) y los que se quedaron y volaron para el Armée de l'Air de l'armistice en nombre del gobierno de Vichy. Al principio, los alemanes querían disolver completamente la fuerza aérea y todo el personal debía ser desmovilizado a mediados de septiembre. Sin embargo, el 3 de julio de 1940 la Royal Navy británica atacó a la flota francesa anclada en los puertos argelinos de Orán y Mers-el-Kebir. Enojados, los franceses rompieron todas las conexiones con los británicos. Los alemanes aceptaron entonces la formación de una fuerza aérea de Vichy.
Bajo el régimen de Vichy, la aviación se utilizó contra los británicos durante la Batalla de Mers el-Kebir , la Batalla de Dakar en 1940 (bombardeo de instalaciones militares británicas en Gibraltar desde sus bases en el norte de África), la Campaña de Siria y Líbano . La fuerza aérea francesa en Indochina se enfrentó en 1940 contra el ejército tailandés durante la Guerra franco-tailandesa.
Durante la Operación Torch el 8 de noviembre de 1942 en el norte de África francés (AFN), los Curtiss Model 75 Hawk franceses se opusieron al Grumman F4F Wildcat  de la Armada de los Estados Unidos , obteniendo 7 victorias a costa de 15 derrotas.
Los alemanes arrestaron a 138 oficiales de la antigua Fuerza Aérea de Vichy entre enero de 1943 y septiembre de 1944 por actos perpetrados con la Resistencia francesa. Algunos fueron deportados y otros fusilados en Francia y Alemania.

## Efectivos (8 de noviembre de 1942)
El 8 de noviembre de 1942, al inicio de la Operación Antorcha, sus recursos eran los siguientes:
- Personal de la fuerza aérea y la fuerza aérea naval: 78500;
- Total de menos de 1000 aviones.
- En Francia metropolitana, 2/3 de las siguientes instalaciones se encuentran entre el valle del Ródano y la Provenza:

- 150 baterías de cañones antiaéreos;
- 300 cazas, incluidos 190 en línea 110 en reserva en 7 grupos de caza. seis equipados con Dewoitine D.520 y uno de caza nocturno equipado con Potez 631  ;
- 80 bombarderos medianos LeO 451  ;
- Aviones de reconocimiento;
- 30 hidrocanoas e hidroaviones

## Aeronaves en servicio
- Bloch MB.150/157 (equipando todas las unidades de combate mantenidas en zonas desocupadas bajo los términos de los acuerdos franco-alemanes . Por lo tanto, la Fuerza Aérea mantuvo GC I / 1 (Lyon-Bron), II / 1 (Le-Luc -en-Provence), I / 8 (Montpellier), II / 8 (Marignane), II / 9 (Clermont-Ferrand -Aulnat) y III / 9 (Salon-de-Provence)
- Bloch MB.170 a MB.178 (Los acuerdos de armisticio limitaron el número de unidades Bloch, producidas parcialmente por Bordeaux-Aéronautique, a tres grupos estacionados en el norte de África)
- Breguet Br.693 (vuelos de entrenamiento. Tras la ocupación de la zona franca en 1942, fueron transferidos a la Regia Aeronautica)
- Caudron Simoun
- Caudron C.440 Goéland
- Curtiss P-36 Hawk (operado en el norte de África)
- Dewoitine D.520 (550 ejemplares, operado en el Levante y África del Norte).
- Latécoère 298 - Hidroavión torpedero
- Latécoère 522 / 523 Hidrocanoa hexamotor de reconocimiento marítimo lejano
- Lioré et Olivier LeO H-246 Hidrocanoa cuatrimotor de reconocimiento marítimo de largo alcance
- Lioré et Olivier LeO 45 (utilizados durante la campaña en Siria, estos bombarderos realizaron un total de 855 incursiones)
- Loire 130 Hidrocanoa monomotor de reconocimiento embarcado
- Morane-Saulnier MS 406  Monoplaza de caza (6 grupos de combate)
- Potez 630 (utilizado principalmente como avión de enlace o de entrenamiento)